# KEIRINグランプリ'85
KEIRINグランプリ'85（けいりんぐらんぷりはちじゅうご）は1985年12月30日<月>に立川競輪場（東京都立川市）で開催されたKEIRINグランプリである。優勝賞金1000万円。

## 出場選手
| 車番 | 選手       | 出身県 | 出場要件事項                   |
| ---- | ---------- | ------ | ------------------------------ |
| 1    | 中野浩一   | 福岡   | 世界選手権・プロスプリント優勝 |
| 2    | 尾崎雅彦   | 東京   | 競走得点上位                   |
| 3    | 滝澤正光   | 千葉   | 高松宮杯競輪優勝               |
| 4    | 佐々木昭彦 | 佐賀   | 全日本選抜競輪優勝             |
| 5    | 山口健治   | 東京   | 競走得点上位                   |
| 6    | 伊藤豊明   | 愛媛   | 競走得点上位                   |
| 7    | 井上茂徳   | 佐賀   | 全日本競輪王戦優勝             |
| 8    | 高橋健二   | 愛知   | オールスター競輪優勝           |
| 9    | 清嶋彰一   | 東京   | 日本選手権競輪優勝             |

- 誘導員 - 恩田繁雄

## 競走内容
並びは、清嶋－尾崎－山口、佐々木－井上－中野、滝澤－伊藤－高橋。
ジャン前で中野が前団にいた東京勢を叩きに出たものの、ジャンで尾崎の牽制を受け一瞬浮いてしまう。しかし佐々木がうまく車間を開けて中野を迎え入れて、中野は4番手に。そして九州勢の並びは中野－佐々木－井上に変わる。
主導権は清嶋以下東京勢がそのまま握り、最終1センター付近から滝澤が捲っていくも、井上のブロックが利いて車が進まず、そして滝澤の捲りが不発と見るや、バックから中野がスパート。
中野は4角で完全に捲りきり、そのまま押し切って初代KEIRINグランプリ王者に。2着には中野と佐々木の間を突いてきた井上、3着は佐々木だった。

## 競走結果
| 着順 | 選手       | 決まり手 |
| ---- | ---------- | -------- |
| 1    | 中野浩一   | 捲       |
| 2    | 井上茂徳   | 差       |
| 3    | 佐々木昭彦 |          |
| 4    | 尾崎雅彦   |          |
| 5    | 伊藤豊明   |          |
| 6    | 山口健治   |          |
| 7    | 高橋健二   |          |
| 8    | 滝澤正光   |          |
| 9    | 清嶋彰一   |          |

### 配当金額
| 枠単 | 1-5 | 1,700円 |

## エピソード
- この開催が決定したのは当年10月頃であった。準備不足もあり、場外発売を行った競輪場は僅か10場と非常に少なく、特に近畿地区の競輪場では全く場外発売が行われなかった。加えて当時はまだ競輪では電話投票はほとんど普及していなかった。またテレビ中継もレース当日にテレビ東京系列で30分番組として放送されることが急遽決まったものの、ネットされない地区が多かった。

- ちなみに、今では各公営競技においてしばし行われるようになった、選手のファンへのお出迎えサービスはこのKEIRINグランプリ'85が最初である[1]（グランプリ出場選手9名が立川競輪場入場門口に勢ぞろいした）。

- 開催日が12月30日だったということも手伝った格好となったが、当日の入場者は約4万人を数え[2]、売り上げもグランプリ1レースで12億円超となったことから、競輪黄金時代が復活したと競輪評論家、関係者を大いに喜ばせた[3]。そして以後のグランプリにおいても、レース当日には3万人以上を集める、公営競技界の一大イベントとして君臨することになる（但し現在では2万人を超えることはほぼない）。

- この競走（レース）は他の公営競技にも多大な影響を与え、競艇では翌年の1986年から、優勝賞金3000万円の賞金王決定戦が行われ、オートレースでは翌々年の1987年の3月にスーパースター王座決定戦が開催されるなど、その年（年度）のグランドチャンピオンを決する大会が続々と誕生するようになった。

- 9選手は現在のS級S班のような赤いレーサーパンツを着用し、レースに臨んだ。

- レース後、他のグランプリ出場選手8人による、中野の胴上げが行われた。通常胴上げは同県・同地区の仲間によって行われるが、当時は中野ら九州勢のライバルであった山口・滝澤ら関東・南関東連合が胴上げに参加するという、有り得ない光景が展開された。しかも、中野に真っ先に駆けつけたのは山口健治であった。山口は当時を振り返って、「選ばれた9人による一発勝負、力を出し切ったという充実感、そして盛り上がる観客。これらで選手は皆興奮状態にあり、中野の胴上げも自然発生的に湧き上がったものだった」と述べている[4]。

- 優勝した中野浩一だが、同年は特別競輪の制覇はなく、世界選手権スプリント9連覇を達成したことによる『特別枠』による出場であった。中野本人は「怪我も続くなど最悪の年だった」、「KEIRINグランプリは当初、一発勝負で優勝賞金1000万円が貰える"おいしい大会"という軽い気持ちで参加した」と後に述べている[4]。加えて、当レースの欠場が噂されていた[5]。というのは約3週間前に収録されたテレビ東京系列のプロ野球オールスター大運動会にゲスト出演した際に肉離れを起こし[6][7]、直前の岐阜記念を欠場したことから、よほどひどい状態になっているのではないかという憶測が流れたためである。